# Торре-де-Мадрид
Торре-де-Мадрид или Мадридская башня (исп. Torre de Madrid) — одно из самых высоких зданий в Мадриде и Испании. Построено в 1950-х годах по проекту братьев-архитекторов Хулиана и Хосе Марии Отаменди Мачимбаррена.
Башня имеет высоту 142 метра и 36 этажей. Расположено на площади Испании. Вместе с 117-метровым небоскрёбом «Испания», расположенным на той же площади, Торре-де-Мадрид образует интересный архитектурный ансамбль.
Здание является одним из символов города. Башня появлялась во многих испанских фильмах 1960-х годов.

## История
Изначально башня задумывалась как самое высокое бетонное здание в мире. Архитекторы предполагали, что в небоскрёбе размесятся 500 магазинов, гостиница, кинотеатр и просторные галереи. Заказчиком проекта выступило агентство недвижимости «Метрополитен». Башню оборудовали 12 лифтами самой быстрой модели того времени, позволяя посетителям перемещаться со скоростью 3,5 метра в секунду. Работы были закончены 15 октября 1957 года.
До 1967 года Торре-де-Мадрид был самым большим деловым небоскрёбом в Западной Европе и долгое время высочайшим зданием Испании. В 1982 году его превзошла телекоммуникационная башня Торреспанья.
В 2005 году башня была выставлена на продажу. В 2012 году здание было реконструировано, и в нём разместились апартаменты на 10–32 этажах, а в 2017 году на 1–9 этажах открылся отель.

## В популярной культуре
Торре-де-Мадрид является одним из мест действия фильма «Стукач» (The Hit) 1984 года, в котором снимались Тим Рот и Джон Хёрт. Сцены, вошедшие в картину, были сняты в квартире на одном из последних этажей и её балконе.
Испанский техно-поп-дуэт Azul y Negro сочинил и записал песню под названием La torre de Madrid, которая вошла в их первый альбом The Age of Colours (1981).